# Shadow Man (film)
Shadow Man is een Amerikaanse actiethrillerfilm uit 2006, geregisseerd door Michaël Keusch, en eveneens geschreven en geproduceerd door Steven Seagal , die tevens de hoofdrol speelt. In de film spelen Eva Pope, Imelda Staunton en Garrick Hagon mee. De film werd op 6 juni 2006 in de Verenigde Staten via direct-to-DVD uitgebracht.

## Verhaal
Weduwnaar en voormalig CIA-agent Jack Foster (de titulaire Shadow Man) is een raadselachtige Fortune 500-bedrijfseigenaar en is de vader van een 8-jarige dochter genaamd Amanda. Het is de verjaardag van de dood van Jacks vrouw, en Jack neemt Amanda mee naar Roemenië, de geboorteplaats van Amanda's moeder, die vijf jaar geleden stierf. Maar bij aankomst op het vliegveld van Boekarest, Roemenië, blaast een autobom de limousine op van zijn schoonvader George, tevens CIA-agent, en wordt Amanda ontvoerd. In de chaos wordt Jack herenigd met Harry, een voormalig CIA-maat die op mysterieuze wijze weer is opgedoken nadat hij Jack zeven of acht jaar niet had gezien. Ze gaan op pad om Amanda op te sporen, maar ze verliezen haar - en Jack wantrouwt Harry.
Bij een schuiladres sluit Harry Jack in in een beveiligde kamer en stuurt vier mannen achter Jack aan. Jack doodt ze, en dan ontsnapt hij. Buiten dwingt Jack Harry om in een SUV te stappen. Harry legt uit dat het te maken heeft met een biologisch wapen genaamd MKUltra. Het is een virus dat ervoor zorgt dat de geïnfecteerde persoon te maken krijgt met zaken als griep, verschillende vormen van kanker, enz. De geïnfecteerde stierf binnen zes maanden tot een jaar en het virus is onvindbaar. George had de formule: hij haalde hem uit de Black Ops-sectie van de CIA. Hij was van plan het aan de hoogste bieder te verkopen: de FSB, een nieuwe tak van de KGB. En nu denkt de FSB dat George de formule aan Jack heeft doorgegeven. Harry vertelt Jack dat de FSB niet van plan is Amanda te laten gaan totdat ze de formule hebben.
Jack zet een pistool tegen Harry's hoofd en geeft Harry twee uur de tijd om Amanda te vinden. Ze gaan naar de Amerikaanse ambassade, waar hij praat met ambassadeur Cochran, die wil dat hij Amanda vindt. Buiten zetten twee Roemeense agenten, Seaka en Urich, Jack in een auto en brengen hem naar het station. Ze stellen Jack voor aan een vrouw genaamd Anya, en Jack herkent Anya als de vrouw die Amanda heeft ontvoerd. Jack is genoodzaakt Seaka en Urich in elkaar te slaan terwijl Anya ontsnapt. Later gaat Jack naar een gebouw waar hij Harry zal ontmoeten, die twee mannen bij zich heeft genaamd Schmitt en Chambers. Chambers doodt Harry, en Jack doodt Chambers en wisselt geweerschoten uit met Schmitt, die ontsnapt. Op de plaats waar Amanda wordt vastgehouden, praten Anya en Amanda, waarbij Anya uitlegt dat ze Amanda heeft meegenomen om haar te beschermen. Anya legt uit dat haar man en dochter drie jaar geleden stierven toen ze een inlichtingenagent in Engeland was. Haar man en haar dochter werden vermoord door mensen van haar eigen bureau.
Omdat Anya taxichauffeur is, laat Jack hem door een taxichauffeur naar Club Lido brengen. Seaka en Urich krijgen er lucht van en besluiten een paar patrouillewagens naar Club Lido te sturen. Bij de club ziet Jack Anya, en hij confronteert haar in het damestoilet als Seaka, Urich en de patrouillewagens arriveren. Anya trekt een pistool en eist een paspoort en doorgang naar Amerika in ruil voor Amanda. Jack neemt Anya mee naar een andere kamer, bindt haar vast aan een stoel en eist antwoorden. Schmitt arriveert bij de club en jaagt de politie weg. Een man genaamd Jensen komt de kamer binnen op het moment dat Jack zich verstopt, en wil weten waar Amanda is, en dan wil hij weten waar Jack is. Jensen en een van zijn mannen gaan op zoek naar Jack, terwijl Jensen's andere twee mannen bij Anya blijven. Jack en Anya slaan de twee mannen in elkaar en gaan naar Anya's auto.
Seaka en Urich gaan naar Anya's appartement en halen de hele boel overhoop, maar vinden daar niemand. Nadat Seaka en Urich zijn vertrokken, arriveren Jack en Anya en zien ze een patrouillewagen buiten het gebouw. Ze gaan achterom. Eenmaal binnen pakt Anya wat documenten en ze laten de twee agenten achter. Wat Jack en Anya niet weten, is dat Schmitt werkt voor een corrupte CIA-agent genaamd Waters, die de MKUltra aan de hoogste bieder wil verkopen. Seaka en Urich willen om dezelfde reden de MKUltra in handen krijgen. En het was Schmitt die toezicht hield op de bomaanslag op George's limousine. Jack en Anya liggen een nacht stil in een groot huis. De volgende dag sporen Schmitt en een van zijn mannen Cyrell op, een man in een rolstoel die over Amanda waakt voor Anya. Niet lang daarna komen Seaka en Urich daar aan, en een paar minuten later komen Jack en Anya aan.
Jack en Anya gaan naar binnen en treffen Cyrell dood aan. Amanda is er niet. Maar Jack vindt Amanda's rugzak wel. Seaka en Urich komen binnen, en Seaka grijpt Anya vast en zet een pistool tegen haar hoofd. Seaka zegt tegen Jack dat hij hem de MKUltra moet geven, anders sterft Anya. Jack schiet Seaka en Urich neer, en Jack en Anya ontsnappen. Seaka sterft, en Urich belt Jensen en vraagt om een ontmoeting op het dak van een parkeergarage. Terug in het grote huis belt Jack zijn CIA-vriend Rogers, een hacker. Jack vraagt Rogers om het MKUltra-project te hacken en het voorgoed te stoppen. Op het dak van de parkeergarage ontmoet Urich Jensen, de man aan wie Urich en Waters elk de MKUltra willen verkopen. Jensen en zijn man beginnen Urich in elkaar te slaan.
Anya belt het mobiele nummer van Jensen. Als onderdeel van een plan om Jensen in de val te lokken, vertelt ze hem dat Jack een ontmoeting heeft met Waters en Schmitt in de centrale bibliotheek. Nadat ze hebben opgehangen, vermoordt Jensens man Urich. Net wanneer Jack en Anya het grote huis verlaten, opent een man in een helikopter het vuur op hen. De man werkt voor Waters. Jack en Anya rennen weer naar binnen en gaan via de zijdeur naar Anya's taxi. Als ze vertrekken, zet de helikopter de achtervolging in en Jack en Anya verstoppen de auto in een bos. Jack stapt uit en vuurt verschillende schoten af, waardoor de helikopter ontploft. Bij de ambassade wacht Jack in haar kantoor op ambassadeur Cochran. Jack vertelt haar dat ze Waters moet vertellen hem te ontmoeten in de Centrale Bibliotheek. In de bibliotheek ziet Jack Schmitt en Waters.
Jack gaat zitten en vertelt Waters dat Waters de MKUltra-formule pas zal krijgen als hij (Jack) Amanda ziet. Waters laat een van zijn mannen haar op een balkon erboven aan hem tonen. Water vertelt Jack dat hij 60 seconden de tijd heeft om de formule op te geven, anders wordt Amanda van het balkon gegooid. Plots schiet Jack de man dood neer die Amanda vasthoudt. Schmitt probeert Anya neer te schieten. Jack grijpt de hand van Waters en dwingt Waters om Schmitt dodelijk neer te schieten. Jack vuurt vervolgens vijf schoten af, waarbij Waters omkomt. Terwijl Anya Amanda in veiligheid probeert te brengen, openen Jensens twee handlangers het vuur op Jack. Jack vermoordt een van hen en confronteert vervolgens Jensen en zijn andere handlanger. Jack grijpt Jensen's geweerhand en zorgt ervoor dat Jensen twee schoten afvuurt, waarbij de handlanger omkomt. Dan steekt Jack Jensens ogen uit en laat hem achter om te sterven. Terwijl Jack weggaat, stapt George voor hem uit met een pistool.
George, de man achter alles, zat niet in de limousine toen deze ontplofte. Jack doodt George door gebruik te maken van een vechtsportbeweging, een speciale klap op de borst, waardoor George achteruit tegen een muur wordt gestuurd, en er zit bloed op de muur als George naar beneden zakt. Rogers hackt het MKUltra-programma en maakt een einde aan het project, en Jack wordt herenigd met Amanda. Later geeft ambassadeur Cochran Jack een paspoort om aan Anya te geven, zodat ze naar Amerika kan gaan. Nadat Jack en Amanda zijn teruggekeerd naar de VS, koopt Jack een paard voor Amanda omdat ze zo dapper was in Roemenië.

## Rolverdeling
- Steven Seagal als Jack Foster
- Eva Pope als Anya
- Imelda Staunton als ambassadeur Cochran
- Vincent Riotta als Harry
- Michael Elwyn als George
- Skye Bennett als Amanda Foster
- Garrick Hagon als Agent Waters
- Alex Ferns als Schmitt
- Michael Fitzpatrick als Chambers
- Elias Ferkin als Velos
- Levan Uchaneishvili als Jensen
- Zoltan Butuc als inspecteur Seaka
- Emanuel Parvu als inspecteur Urich
- Vincent Leigh als Rogers
- Werner Daehn als Cyrell
- Gabriel Spahiu als mannelijke taxichauffeur

## Productie
Toen het project voor het eerst tot stand kwam, heette het Shadows on the Sun, werd het geschreven door Bey Logan (schrijver voor verschillende Jackie Chan- projecten) en had het ook een heel ander plot. Het originele verhaal was een historisch stuk met Seagal als inlichtingenofficier die na de Tweede Wereldoorlog een medische kliniek runt in Japan. In september 2005 was Logan er echter niet langer bij betrokken en werd het script geschreven door Joe Halpin (schrijver van verschillende Seagal-films halverwege de jaren 2000, waaronder Submerged, Into the Sun en Today You Die). Het kreeg de nieuwe titel Shadows of the Past en de plot nam zijn huidige vorm aan. Deze veranderingen stuitten op teleurstelling bij sommige fans, die opgewonden waren om Seagal te zien schitteren in een film die afwijkt van de actiefilms die hij de afgelopen jaren had gemaakt.
De film speelt zich af in Boekarest, Roemenië, en werd daar in 49 dagen gefilmd, van 13 juli tot 31 augustus 2005.
Imelda Staunton verschijnt een jaar na haar voor een Academy Award genomineerde optreden in Vera Drake in de film als ambassadeur Cochran. Ze legde aan Mark Lawson van de BBC uit dat ze twee dagen lang filmde, maar dat Seagal geen dialogen met haar filmde, waardoor ze al haar scènes filmde met de stand-in van Seagal en een Roemeense filmstudent, die de dialoog van Seagal zou voorlezen buiten het zicht van de camera. Ze beweert dat ze de film voor geld heeft gemaakt, en als een kans om een personage met een Amerikaans accent te portretteren.

## Kritische ontvangst
David Johnson van DVD Verdict noemde de film "een generieke actiefilm met een niet-meeslepend plot, hoogdravende actiescènes, [en] wat armoedig groen schermwerk, voorspelbare wendingen", en voegde eraan toe: "Seagal onderscheidt zich niet van enig ander personage dat hij ooit heeft gespeeld en er gebeuren niet genoeg interessante dingen in de periferie om ons af te leiden." Matt Hosack van JoBlo zei: "Het script, het verhaal, de actie en het acteerwerk zijn allemaal ver onder de maat", en voegde eraan toe: "Het verbijstert de geest hoe iemand ook maar enigszins bij z'n verstand tijd en geld in zoiets als dit zou investeren." Seagalogy- auteur Vern beschouwt het als een van de slechtste films van Seagal en legt uit dat "SHADOW MAN, het spijt me het te moeten zeggen, de saaiste film is die Seagal tot nu toe heeft gemaakt", en bekritiseert het uitgebreide gebruik van body doubles en onsamenhangende plot; maar zegt ook dat de film "een beetje verbetert als je hem nog een keer bekijkt", en dat het gebruik van vechtsporten een welkome afwisseling is ten opzichte van zijn eerdere DTV-films, die weinig over vechtsportgevechten gingen.

## Thuismedia
De dvd werd op 6 juni 2006 uitgebracht in Regio 1 in de Verenigde Staten, en op 30 oktober 2006 in Regio 2 in het Verenigd Koninkrijk. De dvd werd gedistribueerd door Sony Pictures Home Entertainment.